# Ma'ale Iron
Ma'ale Iron (arabsky معله عيرون, hebrejsky מעלה עירון, doslova „Svah Ironu“, v oficiálním přepisu do angličtiny Ma'ale Iron) je místní rada (malé město) v Izraeli, v Haifském distriktu, které vzniklo roku 1996 sloučením pěti dosud samostatných vesnic.

## Geografie
Leží v nadmořské výšce 227 metrů ve východní části údolí Vádí Ara, v prostoru kde se toto údolí svažuje směrem k Jizre'elskému údolí, a zčásti na svazích, které odtud stoupají k planině Ramat Menaše. Terén člení četná vádí, například Nachal Ba'ana, Nachal Kejni nebo Nachal Susa.
Nachází se cca 35 kilometrů jihovýchodně od centra Haify a cca 65 kilometrů severovýchodně od centra Tel Avivu. Město leží v hustě osídlené kopcovité krajině s částečně dochovanými oblastmi zemědělsky využívané půdy. Město je osídleno izraelskými Araby, kteří etnicky dominují i v jeho okolí, s výjimkou severní a východní strany od Ma'ale Iron, kde naopak začíná oblast se souvislým židovským osídlením.
Ma'ale Iron leží na dotyku se Zelenou linií, která odděluje Izrael od okupovaného Západního břehu Jordánu. Na dopravní síť je město napojeno pomocí Dálnice číslo 65, která prochází údolím Vádí Ara a spojuje Izraelskou pobřežní planinu s Jizre'elským údolím.

## Dějiny
Ma'ale Iron je arabské město, které vzniklo uměle roku 1996, kdy došlo k administrativnímu sloučení pěti do té doby samostatných vesnic. Šlo o následující sídla:
- Bajada (arabsky خربة البياضه, hebrejsky בַיָאדָה, anglicky Bayada)
- Musmus (arabsky مصمص , hebrejsky מוצמוץ, anglicky Musmus)
- Salim (arabsky سالم , hebrejsky סאלם, anglicky Salem)
- Mušajrifa (arabsky مشيرفة , hebrejsky מוּשֵׁיירִפה, anglicky Musheirifa)
- Zalafa (arabsky زلفة , hebrejsky זלַפה, anglicky Zalafa).

Po první arabsko-izraelské válce byly tyto vesnice v roce 1949 zahrnuty na izraelskou stranu Zelené linie, ale nebyly vysídleny. Bajada je menší vesnice propojena územně se sousední Mušajrifa. O něco dále k jihozápadu leží Musmus, který stavebně splývá s velkým arabským městem Umm al-Fachm. Východně od této skupiny sídel leží osamoceně vesnice Zalafa a ještě dále k východu pak malá osada Salim.

## Demografie
Podle údajů z roku 2005 tvořili 100 % obyvatel v Ma'ale Iron muslimští Arabové. Jde o středně velké sídlo městského typu s dlouhodobě rostoucí populací. K 31. prosinci 2017 zde žilo 14 600 lidí. Ještě v 60. letech 20. století šlo o pouhé vesnice s populací v řádu stovek lidí, v součtu nepřesahoval počet obyvatel v hranicích nynějšího Ma'ale Iron 2000. Díky silnému populačnímu růstu se ale postupně zdejší osídlení několikanásobně rozšířilo a v době vzniku Ma'ale Iron již se zdejší kombinovaná populace blížila hranici 10 000. Jednotlivé dříve administrativně nezávislé vesnice ovšem nadále tvoří samostatné urbanistické celky a Ma'ale Iron má charakter jen volné aglomerace jednotlivých historických obcí.
| Rok                      | 1922 | 1931 | 1940 | 1961 |
| ------------------------ | ---- | ---- | ---- | ---- |
| Počet obyvatel Musmus    | 222  | 256  | 316  | 680  |
| Počet obyvatel Mušajrifa | 203  | 233  | 309  | 640  |
| Počet obyvatel Salim     | 22   | N.A. | N.A. | 170  |
| Počet obyvatel Zalafa    | 156  | 198  | 340  | 480  |

(Údaje za obec Bajada nejsou k dispozici, patrně ale uvedeny v rámci obce Mušajrifa)
| Rok            | 1955  | 1961  | 1972  | 1980  | 1983  | 1990  | 1993  | 1994  | 1995  | 1996  | 1997  | 1998  | 1999  | 2000 |
| -------------- | ----- | ----- | ----- | ----- | ----- | ----- | ----- | ----- | ----- | ----- | ----- | ----- | ----- | ---- |
| Počet obyvatel | 1 600 | 2 000 | 3 800 | 5 500 | 5 800 | 7 300 | 8 400 | 8 400 | 8 700 | 8 900 | 9 300 | 9 600 | 9 900 |      |

| Rok            | 2001   | 2002   | 2003   | 2004   | 2005   | 2006   | 2007   | 2008   | 2009   | 2010   | 2011   | 2012   | 2013   | 2014   | 2015   | 2016   | 2017   |
| -------------- | ------ | ------ | ------ | ------ | ------ | ------ | ------ | ------ | ------ | ------ | ------ | ------ | ------ | ------ | ------ | ------ | ------ |
| Počet obyvatel | 10 300 | 10 600 | 11 000 | 11 300 | 11 600 | 11 800 | 12 100 | 12 313 | 12 805 | 13 000 | 13 200 | 13 700 | 13 700 | 13 900 | 14 100 | 14 300 | 14 600 |